# Станіслав Войцеховський
Станіслав Войцехо́вський (пол. Stanisław Wojciechowski польська: [staˈɲiswaf vɔjt͡ɕɛˈxɔfskʲi]; 15 березня 1869, Каліш — 9 квітня 1953, Голомбки, поблизу Варшави) — польський політик, Президент Польщі в 1922–1926.

## Замах
15 березня 1923 року рішенням Ради амбасадорів у Парижі територію Галичини було визнано за Польщею. Це ставило хрест на будь-яких надіях на українську державність. Водночас поляки прагнули закріпити свою присутність у «Східній Галичині». Тому й організували «Східні торги» — велику економічну імпрезу, що мала спонукати до тісних торговельних стосунків між Польщею та її південно-східними сусідами. Особливий статус цієї події мав би підкреслити приїзд президента Польщі Станіслава Войцеховського.
Для Української військової організації «Східні торги» та присутність президента у Львові стали унікальною можливістю заманіфестувати на весь світ, що українці не погоджуються з підневільним статусом Галичини. Відтак було задумано виконати атентат на Войцеховського. З цієї нагоди організація виготовила дві бомби й підібрала двох бойовиків. Вони заздалегідь приїхали до Львова й кілька днів вивчали вулиці та закапелки міста. А 5 вересня, під час урочистого проїзду президента з ескортом вулицями Львова, під гучний крик збудженого натовпу «Нєх жиє!», в бік Войцеховського полетіла бомба. Замах вчинив студент Теофіл Ольшанський. І хоча вона не вибухнула, серед натовпу почалася паніка. А керівник польської держави покинув Львів. Усі значні заходи з нагоди «Східних Торгів» скасували. Польська поліція розцінила атентат як помсту за погроми поляками євреїв і притягнула до суду невинного Станіслава Штайґера. Тоді УВО організувала еміграцію Теофіла Ольшевського в Берлін і розголошення через пресу мети проведеного ним атентату.